# بولیو-ان-ارگون
بولیو-ان-ارگون (به فرانسوی: Beaulieu-en-Argonne) یک کمون (فرانسه) در فرانسه است که در canton of Seuil-d'Argonne واقع شده‌است. بولیو-ان-ارگون ۲۹٫۵۶ کیلومتر مربع مساحت دارد ۲۷۶ متر بالاتر از سطح دریا واقع شده‌است.